# ادلویس (بازیگر پورنوگرافی)
ادلویس (روسی: [Еделвайс] Error: {{Lang}}: متن دارای نشانه‌گذاری ایتالیک است (راهنما) و بلغاری: [Еделвайс] Error: {{Lang}}: متن دارای نشانه‌گذاری ایتالیک است (راهنما)؛ زاده ۱ سپتامبر ۱۹۷۷ در تیومن، روسیه) هنرپیشه، مجری تلویزیونی، مدل شهوانی و بازیگر پورنوگرافی پیشین روسی-بلغارستانی است. وی در ایتالیا زندگی می‌کند و با عکاسی بلغارستانی به نام الکساندر «الکس» لومسکی ازدواج کرده‌است.